# Omar Bazán Flores
Omar Bazán Flores (Chihuahua, Chihuahua, 24 de marzo de 1976) es un político mexicano, miembro del Partido Revolucionario Institucional, ha sido diputado federal en dos ocasiones. En 2017 fue presidente estatal del PRI en Chihuahua.

## Estudios y carrera política
Omar Bazán, originario de la ciudad de Chihuahua, donde realizó sus estudios básicos de primaria, secundaria y bachilletato. Fue dirigente estudiantil y juvenil del PRI en Chihuahua, ocupando diversos cargos en la estructura estatal del partido.
Ingresó a estudiar licenciatura en Derecho en la Universidad Autónoma de Chihuahua, estudios que debió interrumpir en 1997 al resultar electo por primera ocasión como diputado federal por el principio de representación proporcional a la LVII Legislatura. 
Al ser electo tenía 21 años de edad, por lo que fue el diputado más joven hasta ese momento en México. En dicha legislatura integró las comisiones de Asuntos Fronterizos, Defensa Nacional, Deporte y la Especial de Asuntos de la Juventud.
En 1998 durante la elección del candidato del PRI a gobernador de Chihuahua para elecciones de dicho año, respaldó la precandidatura de Artemio Iglesias frente a la Patricio Martínez García, quien a la postre obtendría la candidatura y ganaría la elección constitucional; por lo cual, durante todo el mandato de Patricio Martínez permanecería alejado de la actividad política en Chihuahua.
Tras el término de su legislatura, en 2001 se integró a la campaña a la dirigencia nacional del PRI de la fórmula de Roberto Madrazo Pintado-Elba Esther Gordillo, que al resultar electos fue nombrado secretario del PRograma de Acción y Gestión Social del comité ejecutivo nacional del PRI.
En 2003 fue postulado cnadidato a diputado federal suplente nuevamente por la vía plurinominal, siendo propietario de la diputación José Reyes Baeza Terrazas. Electos, Reyes Baeza asumió la diputación el 1 de septiembre de ese año, pero apenas un mes después solicitó licencia a la misma para buscar la candidatura del PRI a la gubernatura de Chihuahua. Por tanto el 9 de octubre Omar Bazán asumió la titularidad de la diputación y permaneció en ella hasta el término de la Legislatura en 2006.
Tras ello retornó a Chihuahua en donde fue dirigente estatal de la Confederación Nacional de Organizaciones Populares de 2007 a 2011, permaneció varios años dedicado a actividades particulares y a partir de 2016 ocupa la titularidad de Fundación Colosio en estado. El 30 de julio de 2017 fue elegido presidente estatal del PRI en Chihuahua, junto a Georgina Zapata Lucero como secretaria general.